# SpVgg Bayreuth
Spielvereinigung Bayreuth 1921 e.V. é uma agremiação alemã, fundada em 1921, sediada em Bayreuth, na Baviera.
Além de quase ter chegado à Fußball-Bundesliga, em 1979, o clube também alcançou as quartas de final da DFB-Pokal, a Copa da Alemanha, em 1977 e 1980.

## História

### 1921 a 1945
Criado em 1921, a partir da ginástica do SC TuSpo Bayreuth, o Bayreuth SpVgg foi um dos muitos clubes banidos e substituídos por uma organização sancionada pelo estado, em 1933, durante a campanha nazista contra o desporto e demais organizações sociais. Vários membros então criaram o FSV Bayreuth visando a continuidade da associação original. A equipe era constituída em grande parte pelos soldados estacionados no local, o que resultava em constantes mudanças à medida que eles eram transferidos para fora da área. O antigo clube foi rapidamente ressuscitado após a Segunda Guerra Mundial.

### 1945 a 1963
Inicialmente o time ficou à sobra de dois rivais locais, o FC Bayreuth e VfB Bayreuth. O último conquistara a Amateurliga Nordbayern (III), em 1956. Já o SpVgg ganhara o acesso para esse campeonato, em 1954, tendo vencido a 2° Amateurliga Oberfranken-West naquele ano e, em seguida, dominado a sua rodada de promoção.
O clube conseguiu bons resultados na Bayernliga e conseguiu vencer a sua divisão em 1959. A equipe então bateu o campeão do sul, Schwaben Augsburg, pelo título da Baviera. Como campeão, a associação tinha direito a entrar na fase de promoção para a segunda Oberliga Süd, na qual superou o VfR Pforzheim, por 2 a 1, na prorrogação em partida válida pelo acesso à segunda divisão.
O clube passou três temporadas na segunda divisão do futebol alemão Sul, alcançando uma boa colocação em sua estréia, um quinto lugar. Na segunda temporada ocorreu uma luta contra o rebaixamento e, na terceira e última, caiu novamente para a Bayernliga.
Um quarto lugar na última temporada antes da reforma da liga, em 1963, fez o clube se qualificar para a Amateurliga Bayern a partir do ano em que foi criada a Bundesliga.

### 1963 até o presente
Após a formação da Bundesliga, em 1963, o Bayreuth atuou na terceira divisão até 1969. Uma outra conquista da Amateurliga significou mais uma vez a promoção para a segunda divisão, agora intitulada Regionalliga Süd. Mas a estada foi curta. O time acabou rebaixado, ao perder uma partida decisiva para o ESV Ingolstadt por 5 a 2 após terminarem ambos com a mesma pontuação.
Rebaixado à Bayernliga, o clube ganhou o título de maneira indiscutível, perdendo apenas dois dos seus 34 jogos, obtendo 15 pontos de vantagem sobre o segundo colocado Wacker München. Depois de mais um ano difícil na segunda divisão, o time se estabilizou, chegando, na quarta colocação, em 1973, e quinta, em 1974, resultados que se mostraram suficientes para que o clube integrasse a nova 2° Bundesliga Süd.
A agremiação iniciou muito bem na nova liga, chegando muito perto de ascender à Bundesliga, em 1979, depois de uma segunda colocação na 2° Bundesliga Süd, a divisão sul da 2° Bundesliga, mas declinou nos play-offs ao empatar em 1 a 1 e perder por 2 a 1 para o Bayer Uerdingen. O time ainda conseguiu se qualificar para a nova segunda divisão da Bundesliga, em 1981, mas na primeira temporada o clube decepcionou, sendo rebaixado à Oberliga em 1982. A equipe fez boa campanha na Oberliga, mas tardaria até 1985 para conseguir o título e retornar à segunda divisão.
Apesar de rebaixada à Amateur Oberliga Bayern (III) em 1988 e 1989, a equipe foi poupada por conta do descenso de alguns que terminaram à frente, mas que tiveram a permissão cassada por problemas financeiros. Mas o Bayreuth não poderia fugir de um novo rebaixamento depois após uma péssima campanha em 1990. Em 1994, desceria mais um degrau, dessa vez para a Bayernliga (IV).
Uma forte campanha o trouxe para a Regionalliga Süd (III) na temporada 2005-2006. Porém, por conta de problemas financeiros, lhe foi negada uma licença para a disputa da Regionalliga na temporada 2006-2007 e forçosamente o time foi relegado para a Bayernliga (IV). A agremiação conquistaria a Bayernliga pela sétima vez, contando com uma margem convincente para o segundo colocado, chegando novamente à Regionalliga. Contudo, em 11 de junho de 2008, lhe foi recusada uma licença para disputar esse certame. Por isso, o o time foi obrigado a permanecer na Bayernliga. Os problemas financeiros se avolumaram a ponto do clube declarar falência a 22 de outubro de 2008, apesar de naquele momento estar em segundo lugar na liga.
Na temporada 2010-2011, na disputa da Bayernliga, o clube sem sucesso lutou contra o rebaixamento, caindo para a Landesliga após perder uma repescagem por 2 a 1 para o SpVgg Bayern Hof.

## Títulos
- 2°  Bundesliga Süd Vice-campeão: 1979;
- Bayernliga Campeão: 1959 (norte), 1969, 1971, 1985, 1987, 2005, 2008;
- Vice-campeão: 1958 (norte), 1995;
- Landesliga Bayern-Nord Campeão: 1998, 2001;
- Vice-campeão: 2000;
- 2° Amateurliga Oberfranken Ost (IV) Campeão: 1954;
- Bavarian Cup Vice-campeão: 2006;
- Oberfranken Cup Campeão: 2001, 2006;

## Cronologia recente
A recente performance do clube:
| Temporada | Divisão                | Módulo | Posição |
| 1999–2000 | Landesliga Bayern-Nord | V      | 2°      |
| 2000–01   | Landesliga Bayern-Nord | V      | 1° ↑    |
| 2001–02   | Bayernliga             | IV     | 7°      |
| 2002–03   | Bayernliga             | IV     | 4°      |
| 2003–04   | Bayernliga             | IV     | 7°      |
| 2004–05   | Bayernliga             | IV     | 1° ↑    |
| 2005–06   | Regionalliga Süd       | III    | 10° ↓   |
| 2006–07   | Bayernliga             | IV     | 3°      |
| 2007–08   | Bayernliga             | IV     | 1°      |
| 2008–09   | Bayernliga             | V      | 4°      |
| 2009–10   | Bayernliga             | V      | 9°      |
| 2010–11   | Bayernliga             | V      | 16° ↓   |
| 2011–12   | Landesliga Bayern-Nord | VI     | 4° ↑    |
| 2012–13   | Bayernliga Nord        | V      | °       |